# Colonization
Colonization é um jogo de estratégia de Brian Reynolds e Sid Meier, lançado pela MicroProse em 1994.
Colonization coloca você no papel de um governador no Novo Mundo, enviado pelo seu rei a um país para estabelecer colônias na América pré-descoberta que situa-se ao oeste. Você irá enfrentar vários desafios que os colonizadores originais enfrentaram como culturas nativas, problemas para estabelecer programas financeiros que gerem lucros e os problemas de organização de um exército com os colonizados mal-treinados.